# Gustav Riedel
Gustav Riedel (17. květen 1912 Borotín – 27. červenec 1960 Brno) byl český marxista a komunistický funkcionář, profesor v oboru dialektický a historický materialismus. V letech 1950–1952 byl děkanem Filozofické fakulty Masarykovy univerzity.

## Kariéra
Roku 1931 absolvoval reálné gymnázium v Brně a potom studoval na přání otce statkáře medicínu. Jeho hlavním zájmem však byla filozofie a sociologie, a proto od roku 1937 studoval FF MU, toto studium dokončil roku 1946. O dva roky později odevzdal také disertační práci.
V roce 1940 byl zatčen gestapem za své působení v ilegálním vedení městské organizace komunistické strany a do konce války zůstal ve vězení (postupně na Mírově, v Mariboru, Grazu a Rottau). Po roce 1945 se stal oficiálně funkcionářem KSČ a po únoru 1948 dostal pověření – od prosince 1949 jako profesor – přednášet „společenské vědy“ a marxisticko-leninskou filozofii na Vysoké škole sociální a na univerzitách v Olomouci, a především v Brně. Zde také vykonával v letech 1950–1952 funkci děkana, přičemž se podílel na zrušení výuky sociologie a pak i katedry sociologie.
Navíc se po válce angažoval v tehdejších médiích, mezi lety 1948–1953 měl přes 60 rozhlasových přednášek, někdy řazených do cyklů, např. Ruce, které hýbou světem – úvod do historického materialismu. To vše za účelem propagace marxismu.
Byl členem vědecké rady FÚ ČSAV. Již ve 30. letech působil v levicové organizaci Levá fronta, v Klubu pro moderní vědu a umění Ars, Etickém hnutí čs. studentstva, Junáku, Studentském odborovém svazu, Komunistické studentské frakci (Kostufra) či Mezinárodním mírovém hnutí (v září 1936 se zúčastnil mírové konference v Bruselu).

## Dílo
- Herakleitova dialektika (1948, disertační práce)
- Karel Marx v r. 1852. SPFFBU 1952, B 1.
- Několik vzpomínek na Ars. Index 1957. Sb. vzpomínek na B. Václavka, 1957.
- Parlamentarismus a demokracie. SPFFBU 1957, G 1.
- K definici pojmu inteligence. SPFFBU 1958, G 2.
- Ludvík Feuerbach a mladý Marx (1962) – dostupné online

Přispíval také texty např. o filmové estetice do řady časopisů: Tvorba (1936), Čas. Volného pedagogického sdružení v Brně (1937), Index (1937–39).